# Richard Scheid
Richard Scheid (geboren am 11. Mai 1879  in Koblenz; gestorben am 19. Februar 1962 in München) war ein deutscher Autor, Gewerkschafter, Politiker der USPD und nach der Novemberrevolution in Bayern 1919 Minister für militärische Angelegenheiten. 

## Leben
Scheid besuchte die Schule in Koblenz, Oberlahnstein, Ahrweiler und Prüm. Danach machte er eine Apothekerlehre und arbeitete sechs Jahre lang als Apotheker in Karden an der Mosel, Idar, Koblenz, Königsberg, Hannover und Zürich, bevor er 1900 nach München zog, um dort Kunst- und Literaturgeschichte zu studieren. Im gleichen Jahr erschien ein Gedichtband mit dem Titel Madonna.
1901 versuchte er sich als Herausgeber einer Literaturzeitschrift. Avalun – Ein Jahrbuch neuer deutscher lyrischer Wortkunst, in dem auch Gedichte Scheids abgedruckt wurden, wäre nur von geringer literaturgeschichtlicher Bedeutung, hätte nicht Else Lasker-Schüler die Gedichte ihres ersten Gedichtbandes auf den Rat ihres Freundes Peter Baum hin Scheid zum Abdruck in Avalun angeboten. Scheid hatte jedoch abgelehnt und der Gedichtband Styx erschien Ende 1901 bei Axel Juncker in Berlin. Die verärgerte Dichterin schrieb nach Erscheinen ihres Gedichtbandes nun selbstbewusst an Scheid:

„Edler Avalunritter!
Ihr habt mir einen lyrischen Schmerz angethan! Hatte Euch schon ein Märchen betreffend meines Gedichteerscheinens aufgethan – diplom. Grundes wegen und nun der Rückzug meiner Verse. Ich hasse Euch! Im Stillen beneide ich Euch – Eures Amtes wegen – wäre auch gern Soldat geworden – schon um mich mit Euch zu schlagen. – Dieser Tage sendet mein Verleger 62 lyrische Soldaten in die Welt um Euch zu besiegen, Europa, Asien, Afrika, Australien.
Geht Euer Avalun ein?“

Mit den 62 lyrischen Soldaten waren die 62 Gedichte des Bandes Styx gemeint. Und tatsächlich wurde die Zeitschrift Avalun kein Jahr alt.
In den folgenden Jahren wandte Scheid sich der Politik zu, wurde Gewerkschafter, ab 1911 Gemeindebevollmächtigter im Münchner Rathaus, Mitglied der USPD und nach der Novemberrevolution Regierungsvertreter beim Stellvertretenden Generalkommando des I. Bayerischen Armeekorps in München. Den Höhepunkt seiner politischen Karriere erreichte er 1919, als er nach der Ermordung des Ministerpräsidenten Kurt Eisner vom Rätekongress nominiert Minister für militärische Angelegenheiten im Kabinett von Eisners Nachfolger Martin Segitz wurde. Tatsächlich war er praktisch der einzige Minister dieses Kabinetts, der tatsächlich die Regierungsgeschäfte übernahm. Allerdings nur für gut zwei Wochen, nämlich vom 1. bis zum 17. März 1919.
Aber nach 1933 genügte auch eine nur kurze Wirksamkeit in einer Räteregierung dazu, von den Nationalsozialisten verfolgt zu werden. Scheid wurde dreimal festgenommen und war vier Jahre lang im Konzentrationslager Dachau inhaftiert. Einige der dort entstandenen Gedichte wurden 1946 in die von Gunter Groll herausgegebene Anthologie De profundis aufgenommen.

## Werke
- Madonna. Gedichte. Pierson, Dresden 1900.
- als Jakob Andries: Das Traumschiff. Liebesgedichte. Privatdruck, München 1960.
- Gedichte der Verfolgung. Mit einem Titelblatt von Willi Geiger. Privatdruck der Freunde, München 1959.

Herausgeber:
- Avalun. Ein Jahrbuch neuer deutscher lyrischer Wortkunst. München 1901, ZDB-ID 282687-2.